# Antoni Szylling
Antoni Szylling (ur. 31 sierpnia 1884 w Płoniawach, zm. 17 czerwca 1971 w Montrealu) – generał dywizji Wojska Polskiego, kawaler Orderu Virtuti Militari.

## Życiorys
Był synem Aleksandra i Aleksandry z Ryksów. 7-klasową szkołę handlową z egzaminem dojrzałości ukończył w 1904 r. Brał czynny udział w tajnych organizacjach bojowych „Proletariat” i bojówkach PPS. W jego mieszkaniu, których miał kilka, przechowywana była broń i nielegalna „bibuła”, a także ukrywali się członkowie PPS oraz innych organizacji niepodległościowych. Aresztowany, kilkakrotnie siedział półtora miesiąca w Cytadeli Warszawskiej (Pawilon X) oraz dwukrotnie w więzieniu przy ul. Daniłłowiczowskiej w Warszawie. Pozbawiony w drodze administracyjnej praw wykształceniowych wcielony został do wojska rosyjskiego w głębi Rosji, gdzie przebywał 2 lata. W latach 1909–1912 ukończył w Wyższej Szkole Rolniczej w Warszawie 6-semestrowe Kursy Przemysłowo-Rolnicze. Po odbyciu praktyki rolniczej pracował samodzielnie jako agronom. Od 26 kwietnia 1912 do 1 maja 1913 był kierownikiem folwarku doświadczalnego i asystentem w Stacji Zootechnicznej w Szamocinie w byłym pow. warszawskim.
1 sierpnia 1914 został zmobilizowany do armii rosyjskiej, w której zakończył służbę w stopniu sztabskapitana.
20 października 1917 przeszedł do II Korpusu Polskiego w Rosji. Do stopnia majora awansował w 1918. Po bitwie pod Kaniowem dostał się do niewoli niemieckiej.
27 stycznia 1919 został przyjęty do Wojska Polskiego z zatwierdzeniem posiadanego stopnia majora i przydzielony z dniem 18 stycznia 1919 do Oddziału IX Sztabu Generalnego. W Oddziale IX Personalnym objął stanowisko kierownika Sekcji „B”. W wojnie polsko-bolszewickiej dowodził 44 pułkiem piechoty. Z dniem 1 marca 1922, na własną prośbę, został przeniesiony do rezerwy. W 1922, będąc już w rezerwie, zweryfikowany został w stopniu pułkownika ze starszeństwem z dniem 1 czerwca 1919 roku i wysoką trzynastą lokatą w korpusie oficerów rezerwowych piechoty. Pracował na własnym gospodarstwie pod Grodnem na swojej resztówce w Lerypolu.
Z dniem 25 grudnia 1925 został powołany do służby czynnej i przydzielony do dyspozycji dowódcy 28 Dywizji Piechoty w Warszawie celem odbycia praktyki. Z dniem 1 stycznia 1926 został przemianowany z oficera rezerwy na oficera zawodowego, w stopniu pułkownika, ze starszeństwem z dniem 1 lipca 1919 roku i 2. lokatą w korpusie oficerów piechoty. W grudniu 1926 został przeniesiony do 23 Dywizji Piechoty w Katowicach na stanowisko dowódcy piechoty dywizyjnej. W międzyczasie, od 3 stycznia do 24 czerwca 1927, był słuchaczem III Kursu Centrum Wyższych Studiów Wojskowych w Warszawie. 2 maja 1928 mianowany został dowódcą 8 Dywizji Piechoty w Twierdzy Modlin. 1 stycznia 1929 Prezydent RP Ignacy Mościcki awansował go na generała brygady ze starszeństwem z dniem 1 stycznia 1929 roku i 4. lokatą w korpusie generałów.
25 maja 1937 mianowany został generałem do prac przy Generalnym Inspektorze Sił Zbrojnych. 1 września 1938 awansował w hierarchii GISZ na inspektora terenowego na odcinku południowo-zachodnim, tj. śląskim. 23 marca 1939 został powołany na stanowisko dowódcy Armii „Kraków”.
W kampanii wrześniowej 1939 dowodził Armią „Kraków”, której zadaniem była obrona przemysłowego regionu Górnego Śląska i południowego skrzydła polskiego frontu.
Antoni Szylling kierował Armią „Kraków” z wielką rozwagą, unikając rozwiązań ryzykanckich, a wybierając optymalne. Dzięki temu, kilkakrotnie oskrzydlany i otaczany, zdołał przeprowadzić oddziały bez efektownych, ale przegranych wielkich bitew znad granicy aż na Lubelszczyznę, wypełniając zresztą skrupulatnie instrukcje naczelnego wodza – Paweł Wieczorkiewicz, „Wrzesień 1939”.
2 września Armia Kraków opuściła swoje pozycje po tym, jak niemieckie zagony pancerne wdarły się w głąb polskiej obrony na styku obrony Armii „Kraków” z Armią „Karpaty” na południu i Armią „Łódź”. Gen. Szylling, pomimo tak ciężkiej sytuacji, dał wyraz opanowania żołnierskiego rzemiosła najwyższej próby przeprowadzając Armię „Kraków” (kilkakrotnie otaczany), aż na Lubelszczyznę. 7 września, w obliczu oskrzydlenia Armii zarówno od północy, jak i od południa, wypowiedział do oficerów sztabu słowa: Miłe to nie jest, ale dzięki temu nadarza się nam wreszcie pierwsza sposobność wykonania natarcia. Następnego dnia wydał znamienny rozkaz: Wielkie jednostki, każda oddzielnie i wszystkie razem, stanowią jeden blok posuwający i wspierający się wzajemnie. Nie wydzielać żadnych oddziałów ani batalionów, które odosobnione muszą zginąć. Ubezpieczać się i rozpoznawać na bliskie odległości.
Był taktykiem i jako taki uznawał konieczność oszczędzania wojska z myślą o użyciu oddziałów przy lepszej okazji. Ze strategicznego punktu widzenia i oceny całej kampanii obrona Śląska choćby o dzień dłużej nie miała większego znaczenia. 19 września 1939 gen. Szylling wraz z ostatkami jego armii w grupie wojsk dowodzonych przez gen. Tadeusza Piskora (dowódca Armii „Lublin”) dotarły pod Tomaszów Lubelski. Szylling proponował pozorowany atak na Tomaszów, zaś właściwy przez Narol nad Tanwią. Jednak gen. Tadeusz Piskor zdecydował się atakować wyłącznie Tomaszów. Oddziały polskie stoczyły swą ostatnią bitwę – niemiecka zapora w Tomaszowie była zbyt silna, pozostała jedynie kapitulacja.
20 września po raz drugi dostał się do niemieckiej niewoli. Niemal cały okres wojny, do 30 kwietnia 1945 spędził gen. Szylling w obozie jenieckim VII A Murnau. Wyzwolony przez Amerykanów – wyjechał najpierw do Francji, następnie do Wielkiej Brytanii i Kanady. Na generała dywizji został awansowany ze starszeństwem z dniem 1 stycznia 1946 roku w korpusie generałów.
Zakupił i prowadził farmę rolną, co pozwalało mu na uzyskanie środków utrzymania. Był członkiem Instytutu Piłsudskiego.
Zmarł 17 czerwca 1971 roku w Montrealu. Pochowany na cmentarzu Saint-Sauveur-des-Monts. Jego symboliczny grób znajduje się na cmentarzu Powązkowskim w Warszawie (kwatera 277-4-25).

## Awanse
- chorąży – 1907
- podporucznik
- porucznik
- sztabskapitan
- kapitan
- major – 15 kwietnia 1918
- podpułkownik – 1920
- pułkownik – 1922, zweryfikowany ze starszeństwem z dniem 1 czerwca 1919
- generał brygady – 1 stycznia 1929 ze starszeństwem z dniem 1 stycznia 1929 i 4. lokatą w korpusie generałów
- generał dywizji – ze starszeństwem z dniem 1 stycznia 1946, awansowany przez władze emigracyjne

## Ordery i odznaczenia
- Krzyż Złoty Orderu Wojennego Virtuti Militari nr 137
- Krzyż Srebrny Orderu Wojskowego Virtuti Militari (1921)[15]
- Krzyż Komandorski Orderu Odrodzenia Polski (11 listopada 1934)[16][17]
- Krzyż Niepodległości (17 marca 1938)[18]
- Krzyż Oficerski Orderu Odrodzenia Polski (10 listopada 1928)[19][20]
- Krzyż Walecznych (trzykrotnie, po raz pierwszy w 1921)[21]
- Złoty Krzyż Zasługi (19 marca 1931)[22]
- Komandor Orderu Legii Honorowej (III Republika Francuska, 1936)[23]
- Kawaler Orderu Legii Honorowej (III Republika Francuska, zezwolenie Naczelnika Państwa w 1922)[24]
- Medal Zwycięstwa („Médaille Interalliée”) (zezwolenie Naczelnika Państwa w 1921)[25]